# Fédéralisme européen

Le drapeau fédéraliste, représentant un E vert, a été longtemps utilisé par le Mouvement européen. Il reste aujourd'hui en usage chez les fédéralistes européens.

Le terme de fédéralisme européen désigne le courant politique visant la construction d'une Europe fédérale, comme le projet de fédération européenne de Robert Schuman.
Il se distingue des courants confédéralistes (appelés parfois unionistes), partisans d'une simple coopération inter-étatique, en cela qu'il considère que l'union de l'Europe n'a de sens que par l'exercice en commun de la souveraineté au niveau européen (pour les domaines où ce partage de souveraineté est nécessaire) et par la création d'une autorité politique européenne issue d'un processus démocratique. Il s'oppose au souverainisme qui prône l'affaiblissement, voire la disparition des institutions européennes communes.
Les organisations se réclamant du fédéralisme européen ont eu une influence significative entre 1945 et la création des Communautés européennes, et moindre depuis.

## Origines

### Premières initiatives
- 1849 : Victor Hugo, lors de son discours au Congrès international de la Paix à Paris, soutient la création des États-Unis d'Europe pour mettre définitivement fin à la guerre. Il fera un discours similaire en 1871.
- 1869 : Rudolph Virchow fait une demande pour limiter les dépenses militaires de la Confédération d'Allemagne du Nord et le désarmement général, la résolution des conflits par l'arbitrage international et la création des États-Unis d'Europe.
- 1923 : Richard Nikolaus de Coudenhove-Kalergi publie PanEurope
- 1929 : Aristide Briand fait des propositions à la Société des Nations : le Mémorandum sur l'organisation d'un régime d'union fédérale européenne
- 1930 : Alexandre Marc fonde Ordre Nouveau
- 1935 : Publication du livre Le pacifisme ne suffit pas de Lord Lothian[1]
- 1938 : fondation de Federal Union au Royaume-Uni.

### Fédéralisme européen dans la Résistance
- 1941 : Altiero Spinelli et Ernesto Rossi écrivent à Ventotene le Manifeste pour une Europe libre et unie[2] où ils attribuent à l’État national la cause de la guerre et déclarent comme priorité stratégique pour l'après-guerre la lutte pour la fédération européenne plutôt que la transformation de l’État national.
- En Allemagne, à Munich, les étudiants du mouvement « La Rose blanche » prennent position pour une fédération européenne pendant la guerre. Ses dirigeants seront exécutés.
- 1943 : fondation du Mouvement fédéraliste européen à Milan. Il adopte le manifeste de Ventotene comme programme.
- 1944 : fondation à Lyon du Comité français pour la fédération européenne[3].
- Printemps 1944 : réunion à Genève des délégués des mouvements de résistance de plusieurs pays européens pour discuter du projet de fédéralisme européen.
- 7 juillet 1944 : Déclaration des résistances européennes issue de ce projet.

### Fondation des mouvements fédéralistes dans l'après-guerre
- Septembre 1946 : discours de Zurich de Winston Churchill et rencontre d’Hertenstein
- Décembre 1946 : Fondation de l’Union européenne des fédéralistes (UEF) à Paris.
- Février 1947 : création du Mouvement pour les États-Unis socialistes d’Europe (plus tard renommé Mouvement Socialiste pour les États-Unis d'Europe)[4].
- Autres mouvements créés : United Europe Movement (Winston Churchill), Nouvelles équipes internationales.
- Août 1947: premier Congrès de l'« Union européenne des fédéralistes » à Montreux (Suisse), discours inaugural de Denis de Rougemont.
- Novembre 1947 : création d’un comité de coordination.
- Mai 1948 : Organisation du Congrès de La Haye, clivage entre fédéralistes et unionistes.
- Octobre 1948 : fondation du Mouvement européen avec la participation des fédéralistes.

## Historique

### Naissance des Communautés européennes et bataille de la CED
La naissance de la CECA à la suite de la déclaration Schuman, laquelle mentionnait l'objectif de « la Fédération européenne », puis en 1957 la création de la CEE suscitera au sein des fédéralistes un clivage entre constitutionnalistes et fonctionnalistes. Les premiers souhaitent la création d'une fédération européenne dans le cadre d'un processus démocratique où une assemblée élue rédigerait une constitution pour l'Europe. Les seconds acceptent que les progrès vers le fédéralisme se fassent progressivement à travers les institutions supranationales existantes, en s'assurant d'abord du succès des Communautés européennes, même si celles-ci sont limitées à des aspects économiques.
La « bataille » pour la Communauté européenne de défense laisse entrevoir la possibilité de voir les deux approches aboutir puisque l'intégration dans un domaine limité, la défense, implique la création d'une autorité politique. Un projet de traité de Communauté politique européenne sera d'ailleurs élaboré par une assemblée ad-hoc mais partagera l'échec du projet CED.

### Division des fédéralistes
- 1956 : Scission des Néerlandais et des Allemands de Europa Union et création du centre d’Action européenne fédéraliste (AEF). En France, La Fédération (Mouvement fédéraliste français) s'y rattache.
- L’UEF prend le nom de Mouvement fédéraliste européen en 1959.
- Le Congrès du peuple européen : l'UEF mène alors cette action qui vise à la contestation du processus communautaire et à la revendication d’une assemblée constituante. Il s'agit de faire élire par les citoyens sollicités lors d'actions de rue une assemblée constituante officieuse. L'action se poursuit de 1957 (72 000 électeurs) à 1960 (500 000 électeurs) mais cessera faute de moyens.
- Trois orientations partagent le MFE (ex-UEF) dans les années 1960, marquées par l'arrivée au pouvoir en France du régime gaulliste très hostile aux thèses fédéralistes. Mario Albertini fonde le courant Autonomie fédéraliste qui refuse tout partenariat extérieur. Un second courant prône la coopération avec les autres forces pro-européennes notamment le Mouvement Européen. Enfin, Altiero Spinelli souhaite la fin de la neutralité et virage à gauche, orientation qui s'avérera majoritaire.

### Réunification des fédéralistes
Les deux organisations continuent malgré la scission à mener des actions communes. Les membres de l'AEF participeront donc à la préparation d'une « Charte fédéraliste » qui sera adoptée lors du Congrès de Montreux de 1964 du MFE. Ce texte est nettement influencé par le fédéralisme intégral d'Alexandre Marc (les fédéralistes opposent, au fédéralisme intégral ou « global » qui s'intéresse à l'ensemble des questions politiques et sociale, le fédéralisme dit « hamiltonien » qui ne s'intéresse qu'à l'organisation des institutions politiques).
Mario Albertini, minoritaire, lance hors du MFE une action intitulée le « Recensement du peuple fédéral européen » sur un principe proche du Congrès du peuple européen.
AEF et MFE fusionnent dans l’Union des fédéralistes européens en 1972-1973. Les Jeunes Européens fédéralistes, organisation de jeunesse autonome, est fondée à la même époque. L'UEF se réoriente sur la réforme de la CEE et l’élection au suffrage universel direct du Parlement européen.

### Campagnes
Cette campagne avait été lancée en février 1967 par le MFE. Elle consistait notamment en des pétitions auprès des parlementaires. Le projet est soutenu en France avec une proposition de loi de François Mitterrand en 1968. Une loi d’initiative populaire en est initiée en Italie en 1969. La décision est prise en décembre 1974 lors d'un sommet des chefs d'État et de gouvernement qui crée aussi le Conseil européen et l'acte juridique signé le 20 septembre 1976. L'UEF mène alors une action auprès des partis pour un programme européen. Les fédéralistes espèrent alors que la légitimité nouvelle donnée au Parlement européen lui permettra de relancer la construction européenne. Cet espoir est aussi la crainte de leurs adversaires exprimée notamment dans l'appel de Cochin. De fait, le Parlement européen adoptera le projet Spinelli en 1984.
Les campagnes suivantes menées par les mouvements fédéralistes porteront d'une part sur l'adoption d'une monnaie unique, qui sera retenue avec le traité de Maastricht et deviendra l'euro
Une importante campagne pour la réalisation d’une Costituante européenne en vue de réaliser un Traité Constitutionnel européen ,est réalisé par l’UEF ( Union des Fédéralistes  Européens) dans plusieurs pays Membre de l’UE en 1997 et 1998, ainsi un Numéro Spécial en 1998, du bulletin d’information sur la Campagne fédéraliste est réalisé pour l’important Événement du 50ème Anniversaire du Congrès de l’Haye de 1948  par Claudio d’Alelio Marescotti ,Responsable pour le Groupe Communauté Européenne-UEF, de la Campagne.
Puis une campagne pour une Constitution européenne, marquée par une grande manifestation, lors du Conseil européen de Nice en décembre 2000.

## Conceptions du fédéralisme européen

### Fédéralisme exécutif
Pour Jürgen Habermas, il s'agit du modèle en vigueur en Europe au moment où il écrit son livre fin 2011. Dans ce modèle, les décisions sont prises au Conseil européen où les élites politiques veulent négocier à huis clos et font tout pour éviter que les débats ne viennent sur la place publique. Pour Habermas inverser cette situation imposerait aux élites d'une part de dire « quelle est la signification historique du projet européen » et d'autre part de passer d'une union économique à une union politique.

### Constitution de l'Europe selon Jürgen Habermas
Il ne s'agit pas à proprement parler d'un modèle fédéral pur où la citoyenneté s'exprime essentiellement au niveau fédéral, il s'agit plutôt selon les termes de l'auteur d'une « démocratie transnationale ». Pour la comprendre, il faut d'abord étudier la perception qu'a Habermas du monde actuel ainsi que de la souveraineté. Pour lui, la mondialisation et la fin du capitalisme intégré ont conduit les États à perdre une grande partie de leur capacité de régulation des marchés ainsi que de leurs capacités à impulser la croissance. Par ailleurs les inégalités ont crû et les États n'ont pu maintenir un certain niveau social qu'en recourant à l'endettement. La crise financière de 2008 a mis un terme à ces politiques. Aussi, pour pouvoir peser dans la régulation mondiale les pays européens isolés n'ont pas le poids suffisants et ont donc intérêt à s'unir. Il convient de signaler que de façon plus large, le projet de Habermas s'inscrit dans une perspective kantienne de « constitutionnalisation du droit international ».
Dans l'économie de ce projet, il est important de faire la distinction entre la souveraineté du peuple et la souveraineté de l’État. Pour Habermas, les fusionner conduit à une réification, on pourrait dire aussi une chosification, de la souveraineté du peuple. L'intérêt de cette distinction est que la souveraineté du peuple s'exercera à deux niveaux, celui de l’État et au niveau fédéral. L'intérêt de cette façon de faire est double : il est possible de traiter de façon démocratique (i.e avec la participation des citoyens) des problèmes importants à l'échelon européen tout en laissant le monopole de la force au niveau du pays.
Globalement, Habermas trouve bonne la primauté actuelle du droit européen sur le droit national. Concernant les institutions, il est très critique envers le Conseil européen qui, selon Claudio Franzius qu'il cite, « n'est pas sans rappeler le roi au début du constitutionnalisme » car ses décisions manquent de légitimité démocratique. En ce qui concerne la Commission européenne, actuellement responsable uniquement devant le Parlement, il la souhaiterait responsable à la fois devant le Parlement européen, représentant les citoyens, et devant le Conseil des ministres, représentant les États. Enfin, les élections au Parlement européen manquent selon lui d'« un droit électoral unifié » et devraient s'européaniser.

### Débats sur les projets: l'approche radicale et politique et l'approche gradualiste et technique
Le premier projet est porté par des hommes comme Daniel Cohn-Bendit et Guy Verhofstadt et plaide pour que le Parlement européen se mue en constituante après les élections de 2014 et élabore une constitution soumise à référendum dans chaque État. Le second projet est porté par Jacques Delors et le think tank Notre Europe est centré sur l'établissement d'une union budgétaire.

## Adversaires et débats

### Nationalisme, euroscepticisme et souverainisme
Les fédéralistes européens se définissent avant tout en opposition au nationalisme, c'est-à-dire l'idéologie des partisans de l'État-nation. Les fédéralistes les plus radicaux considèrent l'unionisme ou l'intergouvernementalisme comme des formes de nationalisme.
En ce qui concerne plus spécifiquement la construction européenne, les fédéralistes se sont opposés au mouvement de l'euroscepticisme lequel se fait aujourd'hui appeler souverainisme, appellation que contestent les fédéralistes qui opposent la souveraineté théorique exercée dans le cadre de l'État-nation, dont l'impact est limité par la mondialisation et la possibilité de retrouver une souveraineté concrète en la partageant au niveau européen (on parle d'« exercice en commun » de la souveraineté).

### Positions sur letraité constitutionnel européen
Les organisations se réclamant du fédéralisme ont apporté un soutien critique au traité constitutionnel. Même si celui-ci n'est pas la Constitution qu'elles appellent de leurs vœux, elles considèrent que les progrès institutionnels du texte étaient significatifs et que l'utilisation du terme de constitution donne une visibilité au pouvoir politique européen existant et constitue donc une étape importante dans la reconnaissance d'une communauté politique démocratique des Européens.
Certains fédéralistes se sont cependant opposés au traité en retenant avant tout ses insuffisances et le maintien d'une part importante d'intergouvernementalisme dans les institutions européennes.
Mais la critique fédéraliste du traité a surtout été souvent utilisée par la plupart des adversaires du traité lors du débat français sur le traité constitutionnel européen.

### Fédéralisme européen et partis politiques
Il existe en Europe un Parti fédéraliste européen, créé le 6 novembre 2011 à Paris dans un contexte de grave crise de la gouvernance européenne. Deux partis fédéralistes pan-européens ont été créés en 2005 : Newropeans et Europe United (à l'origine du nouveau Parti fédéraliste européen). En mars 2017, Volt Europa est créé, un mouvement pan-européen en faveur du fédéralisme européen. Cette idéologie est également défendue par les groupes Renew Europe et Verts/Alliance libre européenne au Parlement européen.
De nombreux élus de tous bords se sont prononcés en faveur du fédéralisme européen sans nécessairement participer aux mouvements qui s'en réclament. L'UEF est cependant dirigé généralement par un élu. Le Mouvement européen, plus proche du monde politique, se prononce aussi aujourd'hui en faveur du fédéralisme, quoique de manière moins prononcée. Les organisations fédéralistes tentent généralement de maintenir une certaine neutralité afin de pouvoir influencer les élus de droite comme de gauche. Le Parlement européen compte souvent dans ses rangs un intergroupe fédéraliste qui rassemble les eurodéputés au-delà des clivages partisans.
Devant la lenteur de la construction européenne et déçus par la faible adhésion des gouvernements à leurs thèses, des fédéralistes ont cependant souhaité s'engager en politique et tenter d'influencer le cours des choses en se présentant aux élections. En 1974, deux candidats se réclamant du fédéralisme se présentent : Jean-Claude Sebag (42 007 voix) et Guy Héraud (19 255 voix).
Parmi les politiques qui se sont prononcés en faveur du fédéralisme européen on peut noter Joschka Fischer alors ministre des Affaires étrangères d'Allemagne et Guy Verhofstadt, Premier ministre de la Belgique, Alain Juppé, en tant que ministre français des Affaires étrangères, ou encore Daniel Cohn-Bendit.
Stand Up For Europe est lancé lors de la sixième Convention fédéraliste européenne de Bruxelles, le 3 décembre 2016.
Parmi les formations politiques représentées au sein du Parlement français, à l'exception d'EELV et du MoDem, aucune ne se réclame explicitement du fédéralisme européen. Même si le parti présidentiel Renaissance compte dans ses rangs un certain nombre de sympathisants du fédéralisme européen, il est davantage classé parmi les partis europhiles, au même titre que le Parti socialiste, LR ou l'UDI.

#### En France
Parmi les formations politiques représentées au sein du Parlement français, à l'exception d'EELV et du MoDem, aucune ne se réclame explicitement du fédéralisme européen. Même si le parti présidentiel Renaissance compte dans ses rangs un certain nombre de sympathisants du fédéralisme européen, il est davantage classé parmi les partis europhiles, au même titre que le Parti socialiste, LR ou l'UDI.
Liste non exhaustive des partis fédéralistes européens en France
| Parti | Parti                                | Année de création/dissolution | Fondateur               | Membres notables                                          | Positionnement                  | Notes                                                                                         | Affiliation européenne/Groupe au Parlement européen | Affiliation européenne/Groupe au Parlement européen                                       |
| ----- | ------------------------------------ | ----------------------------- | ----------------------- | --------------------------------------------------------- | ------------------------------- | --------------------------------------------------------------------------------------------- | --------------------------------------------------- | ----------------------------------------------------------------------------------------- |
|       | Parti radical                        | 1901                          |                         | Laurent Hénart                                            | Centre-droit                    | N'est pas fédéraliste à sa création. Coalisé au sein d'Ensemble pour la République            |                                                     | Parti de l'Alliance des libéraux et des démocrates pour l'Europe Renew Europe             |
|       | Union démocratique bretonne          | 1964                          |                         |                                                           | Gauche                          | Premier parti régionaliste fédéraliste européen Membre de Régions et peuples solidaires       |                                                     | Alliance libre européenne                                                                 |
|       | Parti social-démocrate               | 1973-1995                     |                         |                                                           | Centre gauche à centre droit    | Membre de l'UDF à partir de 1978                                                              |                                                     | Parti populaire européen                                                                  |
|       | Centre des démocrates sociaux        | 1976-1995                     | Jean Lecanuet           | François Bayrou                                           | Centre à centre droit           | Membre de l'UDF à partir de 1978                                                              |                                                     | Parti populaire européen                                                                  |
|       | Les Écologistes                      | 1984                          |                         | Daniel Cohn-Bendit Yannick Jadot Marine Tondelier         | Centre gauche à gauche radicale | Anciennement Europe Écologie Les Verts Coalisé au sein du Nouveau Front Populaire depuis 2024 |                                                     | Parti vert européen Groupe des Verts/Alliance libre européenne                            |
|       | Régions et peuples solidaires        | 1994                          | Max Simeoni             | François Alfonsi                                          | Centre à gauche                 | Union de plus de 15 partis régionalistes                                                      |                                                     | Alliance libre européenne                                                                 |
|       | Parti fédéraliste européen           | 1995 (réunion en 2011)        |                         | Yves Guergnicon                                           | Droite                          |                                                                                               |                                                     | Parti fédéraliste européen                                                                |
|       | Force démocrate                      | 1995-1998                     | François Bayrou         |                                                           | Centre                          | Fusionné dans la Nouvelle UDF                                                                 |                                                     | Parti démocrate européen                                                                  |
|       | Mouvement démocrate                  | 2007                          | François Bayrou         | Marielle de Sarnez Jean-Louis Bourlanges Jean-Noël Barrot | Centre                          | Coalisé dans Ensemble pour la République                                                      |                                                     | Parti démocrate européen Renew Europe                                                     |
|       | Force européenne démocrate           | 2012                          | Jean-Christophe Lagarde | Hervé Marseille                                           | Centre à centre droit           | Membre de l'Union des démocrates et indépendants                                              |                                                     | Parti de l'Alliance des libéraux et des démocrates pour l'Europe depuis 2016 Renew Europe |
|       | Union des démocrates et indépendants | 2012                          | Jean-Louis Borloo       | Simone Veil Jean-Christophe Lagarde Hervé Marseille       | Centre à centre droit           | Coalisé au sein d'Ensemble pour la République depuis 2024                                     |                                                     | Parti de l'Alliance des libéraux et des démocrates pour l'Europe depuis 2016 Renew Europe |
|       | Nouvelle Donne                       | 2013                          | Pierre Larrouturou      |                                                           | Gauche                          | Coalisé au sein du Nouveau Front Populaire depuis 2024                                        |                                                     | Alliance progressiste des socialistes et démocrates au Parlement européen                 |
|       | Volt France                          | 2017                          | Damian Boeselager       |                                                           | Centre gauche                   | Parti européen qui n'a pas de siège en France                                                 |                                                     | Volt Europa Groupe des Verts/Alliance libre européenne                                    |
|       | Génération.s                         | 2017                          | Benoît Hamon            |                                                           | Gauche                          | Coalisé au sein du Nouveau Front Populaire depuis 2024                                        |                                                     | Pas d'affiliation européenne                                                              |

Ainsi, on ne comptant que les partis encore actifs, le fédéralisme européen en France compte aujourd'hui 71 députés, 10 eurodéputés et une trentaine de sénateurs.

### Position quant au mondialisme
La perspective à terme d'un gouvernement fédéral mondial est parfois évoquée dans les écrits fédéralistes. Elle était déjà évoquée dans certains discours du Congrès de La Haye. La critique de l'État-national et les valeurs qui fondent le fédéralisme européen ne peuvent en effet se limiter au niveau continental. En cela on peut rapprocher la pensée fédéraliste du mondialisme. Il existe ainsi un World Federalist Movement (mouvement fédéraliste mondial) auquel certaines organisations de fédéralistes européens sont rattachées. Un partenariat existe également avec le Mouvement fédéraliste africain. Si les questions relatives à la gouvernance mondiale sont parfois évoquées, elles ne sont cependant généralement pas perçues comme une priorité stratégique. Des mobilisations ponctuelles ont pu être observées, par exemple par une participation des fédéralistes européens à la campagne pour la mise en place de la Cour pénale internationale.